# Arsenolit
Arsenolit là một khoáng vật asen với công thức hóa học As4O6. Nó được tạo thành như là một sản phẩm oxy hóa của các asen sulfide. Trong tự nhiên, thường được tìm thấy như là các khối hình bát diện nhỏ và nó có màu trắng, nhưng khi có lẫn các tạp chất như hùng hoàng hay thư hoàng thì nó có thể có sắc hồng, đỏ hay vàng nhạt. Nó cũng có thể gắn liền với dị hình claudetit (dạng đơn tà của As2O3) cũng như với hùng hoàng (As4S4), thư hoàng (As2S3), chu sa và erythrit (Co3(AsO4)2·8H2O).

## Phổ biến
Arsenolit được James Dwight Dana mô tả lần đầu tiên năm 1854 cho khoáng vật tìm thấy tại Sankt Andreasberg, Harz, Hạ Saxon, Đức. Địa điểm này cũng được coi là địa chỉ điển hình cho arsenolit, nhưng độc tính của nó đã được biết đến từ thời cổ đại. Dana gọi nó là arsenolit là sự kết hợp của arsenicum trong tiếng Latin nghĩa là "asen" và λίθος (lithos) trong tiếng Hy Lạp nghĩa là "đá" để nói tới thành phần chính của khoáng vật này.
Nó hình thành thứ cấp như là sản phẩm phong hóa (oxy hóa) của các khoáng vật sulfide chứa asen trong các mạch nhiệt dịch. Nó cũng xuất hiện như là kết quả của cháy mỏ hay cháy vỉa than. Ở quy mô toàn cầu, vào năm 2010 arsenolit được tìm thấy ở khoảng 190 địa điểm ở Áo, Australia, Ba Lan, Bỉ, Bolivia, Canada, Chile, Cộng hòa Séc, Đức, Hoa Kỳ, Hungary, Hy Lạp, Ireland, Italia, Kazakhstan, Macedonia, Morocco, Na Uy, Nam Phi, New Zealand, Nhật Bản, Nga, Pháp, Phần Lan, Romania, Slovakia, Slovenia, Tây Ban Nha, Thụy Điển, Thụy Sĩ, Trung Quốc và Vương quốc Anh.

## Độc tính
Arsenolit là một trong những khoáng vật có độc và là chất gây ung thư. Theo đường miệng, LD50 của asen trioxit ở chuột là 14,6 mg/kg.

## Cấu trúc tinh thể

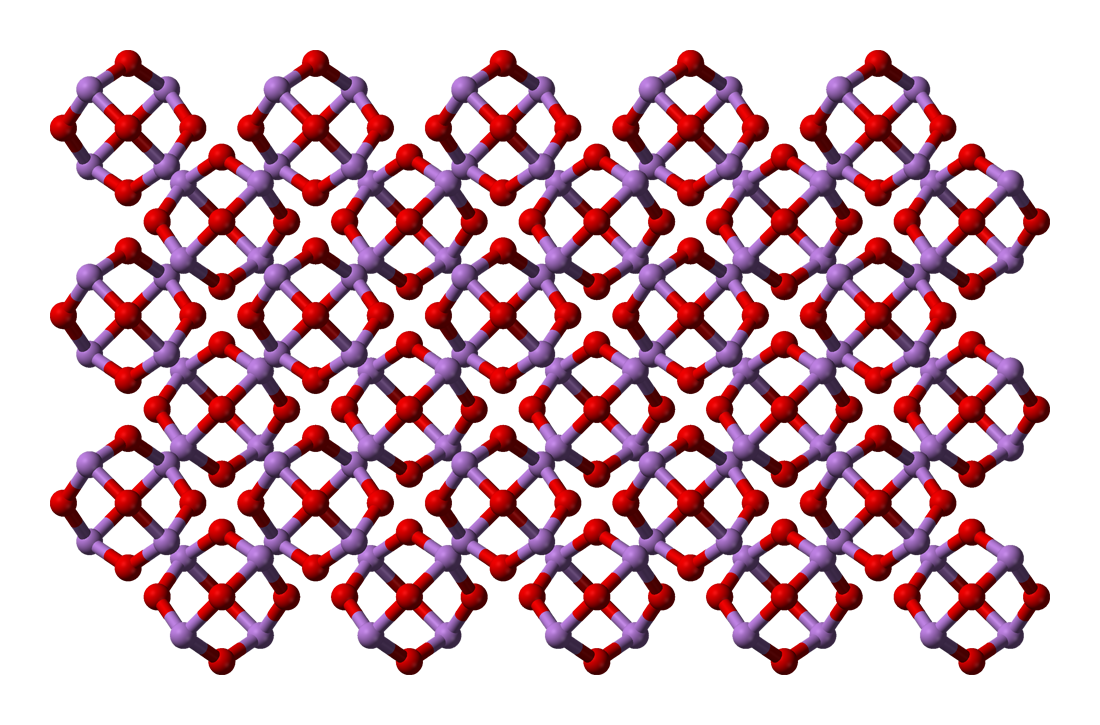
Cấu trúc tinh thể của arsenolit

Arsenolit kết tinh giống như senarmontit trong hệ tinh thể lập phương trong nhóm không gian Fd3m (nhóm không gian số 227) với kích thước lưới a = 11,07 Å và 16 đơn vị công thức trên một ô đơn vị
Cấu trúc tinh thể của arsenolit bao gồm 4 chóp tam diện phẳng AsO3 với nguyên tử asen ở đỉnh. Các hình chóp này được liên kết nhờ các nguyên tử oxy chia sẻ chung để tạo thành các phân tử As4O6, được giữ cùng nhau bởi lực Van der Waals.

## Thạch tín
Sách Đại Nam quấc âm tự vị của Huỳnh Tịnh Paulus Của giải thích:
- 石信 Thạch tín: Loài kim rất độc, cũng gọi là nhơn ngôn (人言);
- 人 Nhơn ngôn. Thạch tín;
- và 砒 Tì c. Loại thạch tín. Tì sương. Phấn thạch tín. Tì hoàng. Loại thạch tín.

Hán Việt tự điển của Thiều Chửu Nguyễn Hữu Kha giải thích:
- 信 Tín. Tên thứ đá độc, thạch tín 石信 tức thứ đá ăn chết người, sản ở Tín châu, ta thường gọi là nhân ngôn;
- 砒 Tì. Một thứ đá có chất rất độc, lọc sạch gọi là tì sương 砒霜, cũng gọi là tín thạch 信石 (arsenic, As) uống chết người.

Như vậy, có thể thấy thạch tín, nhân ngôn (nhơn ngôn), tín thạch, tì, tì thạch là các tên gọi khác nhau của một thứ đá có độc, sản vật của Tín châu. Do đó, không nên cho rằng thạch tín là tên gọi khác của asen mà phải hiểu rằng nó là tên gọi của một loại đá chứa khoáng vật asen.
Xét sách Khai Bảo bản thảo viết khoảng niên hiệu Khai Bảo (968-976) thời Tống thì người Trung Quốc nguyên ban đầu gọi nó là 砒石 (tì thạch), sau này do có nhiều ở Tín Châu (nay thuộc tỉnh Hồ Nam) nên gọi nó là 信石 (tín thạch). Khoáng vật chủ yếu trong tì thạch/tín thạch gọi là 砷華 (thân hoa, tức asen trioxit). Chế phẩm sau gia công được gọi là 砒霜 (tì sương, tức asen trioxit có độ tinh khiết cao) được sử dụng trong Trung y để điều trị một số bệnh như 梅毒 (mai độc, tức là bệnh giang mai).
Do vậy, thạch tín nên được hiểu là tên gọi của một loại đá chứa chủ yếu là khoáng vật arsenolit.